# La Lande-Saint-Léger
La Lande-Saint-Léger è un comune francese di 301 abitanti situato nel dipartimento dell'Eure nella regione della Normandia.

## Società

### Evoluzione demografica
Abitanti censiti